# 對安倍晉三遇刺的反應

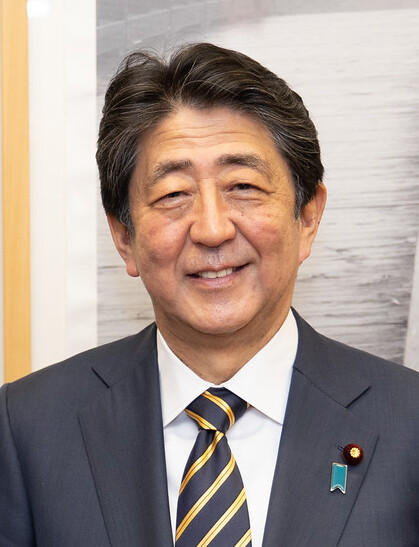
安倍晉三（2022年3月）

日本前內閣總理大臣安倍晉三於2022年7月8日遇刺身亡後，全球政要普遍致以哀悼，许多日本民众自发悼念安倍晋三。美國、印度、孟加拉国、尼泊尔、不丹、柬埔寨、台灣、巴西、澳大利亚、泰国等地降半旗致意。在与日本关系紧张的中国大陆、南韓民間也存在“庆祝”以鹰派著称的安倍晋三遇刺身亡的言论，引发争议。
日本首相岸田文雄決定為安倍晉三舉行國葬，9月27日於東京日本武道館舉行，國葬的費用由國庫全額負擔。海外許多政要出席安倍晉三葬禮，但日本前首相菅直人和鳩山由紀夫表態不會出席。日本在野黨和民間反對為安倍晉三舉行國葬的聲音佔多數，反對為安倍晉三舉行國葬的市民在公眾場所組織數場和平示威，更有民眾自焚抗議。

## 日本

### 皇室
天皇德仁和皇后雅子表示十分遺憾與痛心，安倍在任職首相期間，對明仁上皇退位和德仁天皇繼位等儀式處理得非常妥當，天皇夫婦因此非常感謝他的幫助，祈願安倍能夠得到安息。天皇及皇后特派侍從到增上寺，送上鮮花和祭品，並代為上香。

### 政府
內閣總理大臣岸田文雄從山形縣回到東京後，下午3點前在總理大臣官邸接受了記者的採訪。岸田文雄稱這是在選舉這一民主主義根基過程中發生的卑劣野蠻行徑，絕對不能原諒。
岸田文雄面對記者提問回應如下：「據我所知，今天中午前，前首相安倍晉三在奈良縣遭到槍擊，目前情況非常嚴重。我知道現在正在努力採取急救措施。首先，真心希望安倍前總理大臣能設法保住性命。雖然還沒有完全掌握此次犯罪背景，但這是民主主義的根基——選舉過程中發生的卑劣的野蠻行徑，絕對不能原諒。我會用最嚴厲的言辭進行譴責。另外，就記者團提出的對今後政局的影響問題，目前正在進行積極的急救措施，我認為現在不應該提及對今後政局的影響等，我自己也沒有想過這個問題。之後我將召集所有內閣成員，共同確認對本次事件的認識和政府的對應。今後選舉等日程目前沒有任何確定。在正確掌握今後事態的基礎上，應該採取適當的應對措施。」接着說：「對於此次犯罪，還沒有對犯人形象或背景進行充分的瞭解。今後要徹底確認警方的調查等。認識到仔細確認背景也很重要」。
岸田文雄於同日21時34分在社群網站發布個人正式聲明：
前首相安倍晉三逝世了。雖然我祈禱着希望一定要保住性命，但是連祈禱都虛無地收到了訃告，實在令人惋惜，無話可說。衷心祝願您冥福。

在民主主義的根基——選舉進行的情況下，卑劣的罪行絕對不能原諒，只能用最強烈的語言進行譴責。
安倍前首相在憲政史上最長8年零8個月的時間裏肩負着內閣總理大臣的重任，憑藉卓越的領導能力以及執行力，領導了面臨嚴峻內外形勢的我國，為我國乃至世界的和平與穩定做出了努力，包括以擺脫長期困擾的通貨緊縮為目標的三支箭，以及在國際形勢非常嚴峻的情況下，為實現自由開放的印度太平洋而做出的努力，以及完善和平安全法制等，奠定了基礎。
對我來說，安倍前總理是當選同期，也是作為同事議員，也是作為支持安倍內閣的內閣成員，共度了很多時間的好朋友。如此失去熱愛這個國家、總是領先時代一步、為開創這個國家的未來留下巨大業績的偉大政治家，實在令人惋惜。
一定要守護民主主義的根基——自由公正的選舉。「在決不屈服於暴力的堅決決心下，明天進行選舉活動。」希望各位國民也一起為守護民主主義做出努力，直到選舉的最後瞬間，我會一直用自己的聲音向各位國民呼籲。此外，在確保活動時的安全方面，將充分考慮並予以應對。

再次向安倍晉三前首相的功績表示敬意，與各位國民一起表示由衷的哀悼。
日本防卫大臣、安倍晋三的弟弟岸信夫接受产经新闻采访时称：从没想过哥哥会以这种形式离开。哥哥为政治事业拚命，但在参议院选举期间发生这样的事情，可以说是封杀言论的暴力行径，绝不认可这样的行为。
总务大臣金子恭之表示，今天发生了不可思议的事情，令大众非常愤怒。他今天向地方自治团体的各选举管理委员会发出通知，以防万全而建立了包括警察在内的相关机关的通报、建立联络体制等应对。另外，他在总务省表示，为了应对紧急情况，将与内阁的危机管理部门建立合作。
法務大臣古川祯久稱，无论出于什么原因，以暴力阻止言論自由的行为都是绝对不允许的，因此他將严厉谴责卑劣的罪行。同時，法務省稱，今后调查将持續进行，並會與相关机关合作，努力澄清案件的真相。
日本政府7月11日宣佈將向安倍晉三追授最高榮譽从一位大勳位菊花章頸飾及菊花大綬章，為戰后第四位日本人受此殊榮（前三位分別是前首相吉田茂、佐藤荣作及中曾根康弘）。7月13日，日本政府宣佈將于秋天為安倍晉三舉行國葬，為戰后第二位非皇室成員獲此待遇（第一位為前首相吉田茂），亦是日本自昭和天皇崩御后，33年來首次舉行國葬。

### 自由民主黨
自由民主黨發布聲明，表示在任何情況下都不能容忍這種野蠻行徑。而原定於7月8日下午自民黨進行的以岸田文雄總裁為首的黨務人員·閣僚的助威演說被緊急取消。
自民黨選舉對策委員長下達了停止7月8日全國所有選舉活動的通報。關於9日以後的活動，在接到黨部的決定後重新進行報告。
自由民主黨廣報本部長河野太郎表示：衷心祝願前首相安倍晉三安息。我也曾在安倍內閣擔任過外務大臣和防衛大臣，爲安倍外交做出了貢獻。繼承故人的遺志，致力於實現自由開放的印度太平洋。自由民主黨將以不屈服於暴力的堅決決心進行選舉活動。
前首相菅義偉於7月13日的BS富士電視臺的談話節目中主持人提問：為什麼不繼續等候消息而急著要趕去醫院呢？
菅義偉：「因為聽說是胸部中彈⋯⋯要是有個萬一⋯⋯我想和他呼吸相同的空氣⋯⋯」「而且安倍其實是個怕寂寞的人，所以我想待在他的身邊，就趕過去了」。
自民黨副總裁麻生太郎在葬禮上表示：「實在沒想到是我先參加你的葬禮......」

### 日本维新会
日本維新會決定停止所有活動。關於已經預定的個人演講會也會取消。
日本維新會共同代表馬場伸幸8日就前首相安倍晉三被槍擊事件在自己的推特上寫道：真心希望安倍能平安。絕對不能容忍暴力導致的言論封鎖和對民主主義的挑戰。他還表示，已取消了原定於當天舉行的該黨的所有選舉活動。

### 立憲民主党
立憲民主党的泉健太代表和西村智奈美幹事長取消當天的街道宣傳活動。立憲民主黨代表泉健太於20點53分發表正式聲明：安倍前首相逝世之際，衷心祝願您冥福。這種野蠻行徑是絕對不可饒恕的。我強烈譴責。前任總理是長期領導我國政界的代表性政治家。卸任總理後，在繼續開展政治活動的過程中，被「兇彈」所擊斃的冤屈，不難想象。我們對這些恐怖行為表示強烈的憤怒和憂慮。
決心超越黨派界限，絕對不屈服於這種恐怖行為，守護民主主義、言論自由、言論自由。哀悼前任總理的去世，為了建設沒有這種恐怖行為的社會而全力以赴。再次對安倍前首相的去世表示由衷的哀悼，同時向各位遺屬表示哀悼。
袭击事件发生后，在野党立民党籍眾议员小泽一郎在岩手县一关市的街头演说中表示，此事“可能对自民党有利”，并将事件归咎于「日本的国家扭曲与权力腐败」、「安倍长期政权自己招来的政治无信」。此言论引致日本各界批评。小泽一郎亦曾表示，对袭击事件“深表遗憾”、“民主国家不容许诉诸暴力”。

### 國民民主黨
國民民主黨對於槍擊事件表示：試圖用暴力封殺言論自由的行為是動搖民主主義根基的野蠻行徑，絕對不能原諒，國民民主黨會用最強烈的言論進行譴責。

### 公明黨
公明黨停止一切選舉演說活動。

### 日本共产党
日本共产党中央委员会干部会委员长志位和夫称，用恐怖主义来阻止言论自由是对民主的挑战，不能被原谅。但日本共產黨表示将继续竞选活动，并表示“民主不能屈服于暴力”。

### NHK党
在安倍晉三遇刺后，NHK党党首立花孝志在推特发推表示「别死，安倍先生」。后宣布取消原定于同一天在横滨站进行的街头演讲。

### 令和新选组
令和新选组官方表示2022年7月8日至9日所预定的活动皆被中止。另一方面，为了维护言论自由和民主主义，不屈服于暴力，通常的演說将在没有预告的情况下继续。
20點58分，令和新選組正式發布聲明：
前首相安倍晉三，今天11點半左右，在奈良縣的演講中，被子彈擊中身亡，於下午5點3分去世。作為一名參議員，雖然朝野在國會上存在立場上的差異，但作為多次進行論戰的政治家，我表示衷心的慰問。我想向犧牲的安倍及其家人表示由衷的哀悼。不管有什麼理由，我們決不能容忍像這次槍擊事件一樣的對媒體的暴力行為，並堅決譴責。我認為，保障政治活動中的自由言論和討論，是維護民主政治的最重要的事情。這種自由的言論應該超越黨派之間的差異，一定要堅持下去。我們接到這個案子，有比平時更想向大家訴苦的事情。也就是說，在民主主義中，大家能夠將自己的意見投進一票是"選舉"的機會。這是向所謂"演說"的媒體呼籲各黨各自想象的社會，並接受國民對其前景的審判的非常寶貴的機會。請務必利用這次寶貴的機會投一票的權利。
去年（2021年）10月舉行的衆議院議員總選中投票率為55.93%，2019年7月舉行的參議院議員定期選舉中投票率為48.80%。一半選民沒有參加主動發表意見的機會，在此次選舉中，請大家一定要投一票給希望寄託這個國家未來的候選人。來培養這個國家的民主，守護的是這個國家的所有人。一個沒有暴力的社會，讓我們一起建設一個所有人都能活着、有價值的社會吧。

## 國際反應

### 国家和地區
| 國家和地區         | 內文 |
| ------------------ | --- |
| 阿富汗伊斯兰共和国 | 前總統阿什拉夫·加尼對安倍晉三的不幸去世感到難過，世界失去了一位善良體面的領袖，並向他的家人、朋友和日本人民表示衷心的哀悼。 |
| 塔利班             | 阿富汗伊斯兰酋长国外交部發言人阿卜杜勒·卡哈爾·巴爾基向日本政府和人民表示了慰問。他表示注意到日本的人道主義援助和與阿富汗的「密切聯絡」，並表示阿富汗人民認為暗殺是「巨大的悲傷」，並表示同情。 |
| 阿尔巴尼亚         | 總統伊利爾·梅塔發文稱：「對日本前首相安倍晉三的慘死深感震驚，我強烈譴責這一犯罪行為，相信肇事者將被繩之以法！」 總理埃迪·拉馬在推特上表示：「對前首相安倍晉三的去世感到震驚和悲痛，我們向他的家人和日本人民表示最深切的哀悼。他的謀殺案凸顯了當政客被視為要被摧毀的敵人而不是參與的對手時，民主的基礎受到了多大的動搖！」 |
| 阿根廷             | 總統阿爾韋托·費爾南德斯得知日本前首相安倍晉三遇刺的消息感到「非常震驚」，向您所愛的人表示哀悼，並對這種對民主與和平的令人震驚和痛苦的攻擊表示「最大的否定」。 前總統毛里西奧·馬克里發文稱：「我對日本前首相安倍晉三遇刺感到震驚。他是一個偉大的人，是阿根廷的好朋友，也是一位出色的領袖。這麼多的暴力實在令人瘋狂。」 |
| 亞美尼亞           | 前總統阿爾緬·薩爾基相向首相岸田文雄表示對日本前首相安倍晉三的不幸逝世表示最深切的哀悼，形容他是一位「忠誠的愛國者」，「毫不含糊地」為他的國家服務，請轉達他對安倍晉三家屬的哀悼。 |
|                    | 總理安東尼·阿爾巴尼斯表示，安倍“是澳大利亞在世界舞台上最親密的朋友之一……，在他的領導下日本成為澳大利亞在亞洲最志同道合的伙伴之一，這一遺產延續至今”，他還提到安倍的外交政策貢獻，稱“四邊安全對話和跨太平洋夥伴全面進步協定在很多方面都是他外交領導的成果”，同時補充說，安倍的遺產“具有全球影響力，對澳大利亞來說是深遠而積極的影響”。 前总理马尔科姆·特恩布尔在Instagram發文：「日本失去了它最重要的現代領導人，澳大利亞的好朋友被刺客擊倒，安倍晉三對他的國家和我們地區的強大積極影響將持續下去」。。 安倍葬禮當天，澳大利亞將下半旗致哀。 |
| 巴西               | 巴西總統雅伊爾·波索納洛表示，安倍是“一位傑出的領導人和巴西的好朋友”，“我們與日本站在一起”，並頒布三天的官方哀悼令。 |
|                    | 孟加拉國總理謝赫·哈西娜宣佈，7月9日為全國哀悼日。 |
| 柬埔寨             | 首相洪森在安倍遇刺后，向日本皇室、政府和人民表示慰问，同时宣布所有国家和地方机构为安倍的逝世举行一天的哀悼，并在7月10日降半旗，全国娱乐场所也暂停营业一天。首相洪森表示，安倍是一位爱国的好领导人，在与柬埔寨人民建立友谊方面尽职尽责，自2013年以来，他还扩大了柬埔寨与日本的关系，并将双边关系提升为战略伙伴。洪森并补充说，安倍领导的日本在帮助柬埔寨建设了许多基础设施、人力资源开发和其他发展计划，以及为连接日本和东盟做出了积极贡献，也在湄公河-日本框架以及每年与欧盟的会议中发挥了重要作用。 |
| 加拿大             | 加拿大總理賈斯汀·杜魯道表示，暗殺“令人難以置信的震驚”，世界“失去了一位有遠見的偉人”。 |
| 智利               | 智利總統加夫列爾·博里奇通過推特表示哀悼，譴責他稱之為“可怕的謀殺”。 |
| 中華民國           | 中华民国總統蔡英文在臉書上表示：「安倍前首相不僅是我的好朋友，更是台灣最堅定的摯友，長年以來力挺台灣，推動台日關係進展不遺餘力。希望安倍前首相能儘速脫離險境，希望我們的好朋友，能夠有平安的消息傳來。」7月9日，蔡英文決定各級政府機關（構）、公立學校7月11日下半旗1日，以感念安倍晉三對台灣的卓著貢獻。7月11日，副總統賴清德以個人名義赴日弔唁安倍晉三，向安倍家屬慰問並致意。 台北驻日经济文化代表处受外交部委托，以总统蔡英文、外交部長吳釗燮、台灣日本關係協會會長蘇嘉全的名義發表唁電。外交部亦透過日本台灣交流協會台北事務所代表中華民國政府和人民傳達對此事的哀悼。 日本媒體報導安倍晋三去世后，柯文哲、陈其迈、朱立倫、馬英九、中國國民黨、民主进步党、台灣民眾黨等公众人物及党团均對此表示哀悼。 |
| 中华人民共和国     | 中华人民共和国外交部发言人赵立坚表示中方對安倍遇刺一事感到震驚，希望安倍前首相脱离危险、早日康复，願向其家屬表示慰問，也“注意到安倍前首相曾经为推动中日关系改善发展作出过贡献”。安倍被宣告不治后，中国驻日本大使馆发言人對安倍去世表示哀悼，向其家屬致以慰问；赵立坚也表示中方向安倍家屬表示哀悼和慰問。7月11日，外交部副部长马朝旭赴日本驻华使馆吊唁，代表中國政府就安倍晋三逝世表示哀悼。 中共中央总书记、国家主席习近平在事发次日就安倍逝世一事，“代表中国政府和中国人民并以个人名义”向日本首相岸田文雄致唁电，對安倍晉三突遭不幸辞世表示深切哀悼，向安倍亲属表示慰问，同样肯定了安倍为推进中日关系做出的贡献。习近平和彭丽媛夫妇也向安倍晋三的夫人安倍昭惠致唁电，表示哀悼和慰问。 国务院总理李克强在事发次日就安倍逝世向日本首相岸田文雄致唁电表示深切哀悼。 |
| 古巴               | 古巴共產黨第一書記、古巴國家主席米格爾·迪亞斯-卡內爾在推特表示：「我對前首相安倍晉三的死感到非常震驚。我譴責導致他死亡的殘忍襲擊。」 |
| 埃及               | 总统阿卜杜勒-法塔赫·塞西表示，他怀着“巨大的难过与悲痛”得知安倍遇刺，他还表示安倍晋三“是埃及的忠实朋友，无论何时何地都热爱、支持埃及，在他执政期间，两国关系在各个层面都取得了前所未有的发展”。 |
| 衣索比亞           | 埃塞俄比亞政府外交部發聲明，對日本前首相安倍晉三的逝世表示哀悼，並「強烈譴責對前首相實施的懦弱襲擊」。 |
| 斐济               | 斐濟總理姆拜尼馬拉馬，在聽聞安倍逝世的消息後表示，「這是個令人難過的消息，沒有人料到這種事會發生在日本。我向日本表示哀悼。」 |
| 法國               | 法國總統艾曼紐·馬克宏表示，日本失去了“一位偉大的首相”，他“將自己的一生奉獻給了自己的國家，並努力確保世界秩序”。 |
| 德国               | 德國總理奧拉夫·蕭茲評論說，他“……震驚和深感悲痛”，並補充說，“即使在這些困難時期，我們也緊緊地站在日本一邊。” 德國前總理默克尔于自己的官方网站发文称，对过去多年的同事安倍晋三先生被暗杀的消息感到非常震惊和失望。她的心情与安倍先生、安倍夫人和他的家人同在。 |
|                    | 喬治亞總理伊拉克里·加里巴什維利在他的推特頁面上寫道：“我對安倍晉三的家人和親人表示深切的同情和哀悼。這是一場無法形容的悲劇。安倍首相確實是日本傑出的領導人。” |
| 匈牙利             | 匈牙利總理奧班·維克多在他的Facebook頁面上寫道：“匈牙利失去了一位重要的朋友。願您安息在上帝怀中，首相安倍晉三先生！” |
| 印度               | 印度总理莫迪在推特发文称，为了表达全印度对日本前首相安倍晋三最深切的敬意，将于7月9日举行为期一天的全国哀悼，各政府大樓的國旗降半旗，各政府部門當天也不舉辦官方歡慶活動。 |
| 印度尼西亞         | 印度尼西亞外交部長蕾特諾·馬蘇迪對安倍和日本人民表示哀悼，並讚揚安倍在任期間的服務，稱“他為國家和人民服務的奉獻精神將永遠被銘記為每個人的好榜樣”。 |
| 伊朗               | 伊朗外長侯赛因·阿米尔-阿卜杜拉希扬在推特上寫道：“我譴責刺殺日本前首相安倍晉三的行為，並對日本友好的人民和政府表示哀悼。安倍先生作為傑出政治家的寶貴服務，包括伊朗與日本關係的擴大，永遠不會被忘記。” |
| 愛爾蘭             | 愛爾蘭總理米哈爾·馬丁對這起殺戮“深感悲痛”，並表示“特別令人震驚的是，他在參與最民主的活動時被謀殺，在選舉前競選。”他稱對安倍的攻擊是“對民主本身的攻擊”。 |
| 以色列             | 以色列總理拉皮德代表以色列政府和人民，就前首相安倍晉三的不幸去世向日本人民及其政府表示哀悼。「安倍是現代日本最重要的領導人之一，也是以色列的真正朋友，他促成了以色列和日本之間的繁榮。」 |
| 義大利             | 義大利總理馬里奧·德拉吉發表聲明譴責這一事件，將安倍描繪成“近幾十年來日本和國際政治生活的偉大主角”。 |
|                    | 哈薩克斯坦總統卡西姆若馬爾特·托卡葉夫在致日本現任首相岸田文雄的書信中向安倍的家人表示哀悼，稱這次暗殺是「巨大的悲傷」，稱安倍是一位「英明的領袖」，為「加強國際穩定與安全」做出了貢獻，並表示哈薩克斯坦人民將永遠記住他是「哈薩克斯坦的朋友」。 |
| 马来西亚           | 最高元首苏丹阿都拉对日本前首相安倍晋三惨遭枪击的的消息表示震惊和悲伤。在确认安倍离世的消息后，国家元首苏丹阿都拉与伉俪东姑阿兹莎阿米娜透过国家王宫官方脸书发表悼念贴文，向安倍的家属致哀。 在土耳其进行访问的首相依斯迈沙比里对安倍晋三在日本奈良的枪击事件感到震惊和深切关注，并谴责这种令人发指的行径。随著确认安倍晋三的离世后，依斯迈沙比里透过官方脸书发表贴文，对安倍晋三的逝世表示悲伤和哀悼。最后补充说，安倍晋三在培育马来西亚与日本之间的密切关系当中扮演举足轻重的角色，且是大马「向東學習政策」的主要支持者。 外交部长赛夫丁阿都拉对日本前首相安倍晋三惨遭枪击事件表示感到悲伤和震惊。赛夫丁阿都拉随后代表马来西亚政府和人民向日本前首相安倍晋三的逝世和家属致以最深切的哀悼。 |
| 墨西哥             | 墨西哥總統安德列斯·曼努埃爾·洛佩斯·奧夫拉多爾在國家宮上午的新聞發布會上表示：“我們向日本人民表示哀悼，因為昨天日本前首相安倍晉三遇刺身亡。這是一場事實非常不幸。” 墨西哥外交部長馬塞洛·艾布拉德通過推特表示：“我們對他的家人、朋友和日本人民今天發生的巨大損失表示誠摯的哀悼。安息吧。” |
| 摩尔多瓦           | 摩爾多瓦總統馬婭·桑杜表示，“聽到前首相安倍晉三去世的消息深感悲痛”。她說，摩爾多瓦將“在這個黑暗時刻與日本人民站在一起”。 |
| 荷蘭               | 荷蘭首相馬克·呂特稱這次暗殺是“懦弱的襲擊”，是“日本民主的黑暗日子”。他寫道，他對自己的“友誼”和他們一起所做的工作有著“美好的回憶”。 |
| 新西兰             | 新西兰总理杰辛达·阿德恩表示“深感震惊”，并表示“这样的事件彻底震撼了我们所有人”。 |
| 巴基斯坦           | 巴基斯坦總理謝夏巴茲·謝里夫譴責這一事件，並表示：“我對日本前首相安倍晉三的不幸去世表示深切哀悼。他為巴日關係做出了寶貴貢獻。我們與死者同在。家人。在這個困難的時刻，我們與日本人民站在一起。” |
| 秘魯               | 秘魯政府讚揚安倍的外交成就，稱「對（促進）多邊主義和加強雙邊關係的貢獻值得讓人銘記。」 |
| 菲律賓             | 菲律賓前總統羅德里戈·杜特蒂對安倍家人表示深切同情。他記得安倍“因為他富有同情心的服務和卓越的領導能力”以及“我們這個時代最有影響力的世界領導人之一”。 菲律賓總統小馬可斯在Facebook表示，感到震驚和深切的悲傷。他表示：「我代表菲律賓政府和菲律賓人民，其中有許多朋友和崇拜者，向他的家人和整個日本表示最深切的同情。」他還補充說：「安倍是一位有遠見的領導人，他與日本度過了最困難的時期。他是菲律賓的忠實朋友和支持者，正是在他領導期間，菲律賓-日本關係才真正蓬勃發展。」 |
| 波蘭               | 波蘭總理馬特烏什·莫拉維茨基寫道，他“對暗殺的消息深感震驚”。他還寫道，他的想法與“我的日本朋友一直對波蘭非常友善”的家人在一起。 |
|                    | 韓國總統尹錫悅說：“我向失去日本憲政史上在位時間最長的總理和受人尊敬的政治家的死者家屬和日本人民表示哀悼。”青瓦臺援引尹锡悦的話表示，槍擊事件是“一種無法容忍的犯罪行為”。總統尹錫悅宣布将派遣以国务总理韩德洙为首的慰问团前往日本驻韩大使馆吊唁。 韩国前总统文在寅也在脸书上表达对安倍晋三的哀悼，称其对本次事件非常遗憾和悲痛，向安倍的家人和日本国民传达哀悼和慰劳之意。 韩国青瓦台执政党国民力量首席发言人许垠娥和在野党共同民主党发言人申贤荣均发表声明，对日本前首相安倍晋三的逝世表示哀悼，並谴责并反对任何形式的政治恐袭 日本駐韓大使館設置弔唁所，總統尹錫悅、外交部長朴振前往悼念，總理與國會議長等政要獻上花籃致哀。 |
| 羅馬尼亞           | 羅馬尼亞總統克勞斯·約翰尼斯向安倍晉三的家屬表示哀悼，稱這是日本人民的“悲慘損失”。他還稱讚他是“......民主和多邊主義的堅定捍衛者......”以及羅馬尼亞人民的“......真正的朋友”。 |
| 俄羅斯             | 俄罗斯总统普京向安倍晋三的家人致慰问电，称安倍为发展俄日两国关系所做的大量工作，希望安倍的家人在面对这一沉重的、不可挽回的损失时拥有力量和勇气。 俄羅斯駐日大使米海爾·加盧津（Михаил Юрьевич Галузин）強烈譴責對安倍的野蠻襲擊。 |
| 斯洛伐克           | 斯洛伐克外交部長伊凡·科喬克對這起謀殺案“深感悲痛和震驚”，表示“聲援日本政府和人民”，並以斯洛伐克政府和人民的名義並以他自己的名義向安倍家人表示“衷心的哀悼”。 |
| 新加坡             | 新加坡總理李顯龍在臉書發文指出，得知日本前首相安倍晉三8日在奈良縣被槍殺後，他深感震驚，「這是一種毫無意義的暴力行為」，同時也向安倍晉三妻子安倍昭惠及日本人民表達誠摯慰問。 李顯龍在9日致函日本首相岸田文雄表達哀悼，讚揚安倍是一位活躍的國際政治家，若沒有他及日本的遠見及領導，CPTPP就不會成功締結。他也表示，和安倍共事近10年讓他深感榮幸，在安倍支持下，新加坡與日本的關係越來越強健，「安倍先生將永遠被銘記為新加坡的好朋友」。 |
| 南非               | 总统西里爾·拉馬福薩对于日本前首相安倍晋三的逝世感到“悲伤和震惊”，他“代表南非政府和人民，向安倍先生的家人、朋友和同事，以及作为我们国家亲密而特殊的伙伴的日本政府和人民表示诚挚的哀悼”。拉马福萨还表示，“夺走安倍首相生命的暴力事件呼吁我们所有人在全球各地为非暴力、和平和宽容而努力。” |
| 泰國               | 泰國外交部发言人塔尼就此次槍擊事件表态，称泰國外交部对此事件的发生表示担忧。7月11日，泰国外交部发表声明称，安倍将被人们怀念，因为他是泰国的真正朋友，致力于培育泰日之间全方位的友好合作关系。 泰国首相巴育·占奥差于7月11日下令全国政府机构和国有企业降半旗，以纪念在日本遇刺身亡的日本前首相安倍晋三，并宣布将亲自前往日本驻泰国大使馆吊唁。巴育在一份声明中称安倍在担任日本首相期间，在加强泰日关系方面发挥了巨大作用，同时提到他在2013年访问泰国，为双边关系奠定了坚实的基础。 7月11日，泰国國王玛哈·哇集拉隆功就安倍晋三逝世向德仁天皇致唁电。 |
| 土耳其             | 土耳其總統雷傑普·塔伊普·艾爾多安寫道，他對安倍的死“深感悲痛”。他譴責“那些進行這次令人髮指的襲擊的人”。 |
| 英国               | 英女王伊丽莎白二世向日本天皇德仁致以慰問，表示對日本前首相安倍晉三遭到刺殺感到哀傷，難以忘懷2016年會見安倍與夫人到訪英國時的回憶，並提及他推動對日本與英國建立更緊密聯繫。女王陛下在慰問函中向安倍晉三的家人和日本人民表達哀悼。 英国首相鲍里斯·约翰逊在推特上表示，他听到针对安倍晋三的卑鄙袭击感到非常震惊和悲伤，并说他的心与安倍的家属同在。在确认安倍的离世后，约翰逊在推特上撰文称，安倍晋三的逝世是令人难以置信的悲伤消息，许多人将会记住他在未知时代的全球领导，并向安倍的家人、朋友和日本人民表示慰问。约翰逊在最后表示，英国在这个黑暗和悲伤的时刻与日本站在一起。 英国前首相特蕾莎·梅发文称：聽說我的朋友安倍晉三前首相在政黨選舉活動中在最可怕的情況下去世了，真的很心痛。他是最棒的政治家，對我來說是可靠的合作伙伴，也是值得信賴的盟友，而且也是完美的主人，我與他的家人和日本全体国民同在。 |
| 乌克兰             | 烏克蘭總統弗拉基米爾·澤連斯基稱這次暗殺是“可怕的消息”。他寫道，在這個困難時期，他向他的家人和日本人民“致以最深切的哀悼”。他還寫道，這種“令人髮指的暴力行為”“沒有任何藉口”。 |
| 美国               | 美国总统乔·拜登在发布一份声明中下令，直到7月10日日落之前，全国所有公共建筑、军事场地和美国海外设施都降下国旗，以表示对安倍晋三的致意，并宣布将亲自前往日本驻美国大使馆吊唁。拜登在声明中表示，安倍作为日本历史上任职时间最长的首相，是日本人民的骄傲仆人，也是美国值得信赖的朋友，他与美国两党总统合作期间，深化并发展了对自由开放的印太地区的共同愿景，他一生致力于民主工作，并为此献出了生命。 美國國務院表示，正在訪問泰國的國務卿布林肯，將在原定的亞洲行程中增加東京一站，弔唁安倍晉三。 美国驻日本大使拉姆·伊曼纽尔7月8日发推特称，他对日本前首相安倍晋三遭到枪击一事感到悲痛和震惊。伊曼纽尔称，安倍是日本杰出的领导人，也是美国的坚定盟友，美国政府和人民正为安倍本人、他的家人及日本人民祈福。 美國前總統唐納·川普在Truth Social上表示：“绝对是毁灭性的消息”，“（安倍）是我真正的朋友，更重要的是，是美国的朋友”，“这对日本人民来说是一个巨大的打击，他们非常地爱和钦佩他。我们都在为安倍和他的家人祈祷！”。 美国前总统贝拉克·奥巴马在推特上发文称，对安倍遭遇枪击去世感到震惊和悲伤，并在这个痛苦时刻向日本人民表达最深切的哀悼”。 |
| 梵蒂冈             | 教宗方济各获悉日本前首相安倍晋三遇刺后，透过圣座国务卿彼得罗·帕罗林枢机向圣座驻日本大使博卡尔迪发出电报，表达教宗的哀悼。方济各表示，他对得知安倍晋三遇刺事件深感悲痛，并向安倍家属、朋友和日本人民表示深切哀悼，并祈祷在这种毫无意义的行为之后，日本社会能够加强对和平与非暴力的历史承诺。 圣座国务院与各国关系部门秘书长保罗·加拉格尔总主教也称对安倍的逝世深感悲痛。保罗·加拉格尔表示，他在访问日本时曾有幸与安倍会面，认为后者是一个在日本境外有巨大影响力的人，也是一个非常有争议的人，然而，安倍是一个有原则的人，一个对人民的共同利益有深刻认识的人。 |
| 越南               | 越南總理范明政向日本政府、人民和安倍家人表示慰問，同時對安倍對越南的“寶貴支持和幫助”表示感謝。 |

### 国际组织
- 联合国
  - 聯合國安全理事會7月8日默哀1分鐘，悼念安倍晉三逝世。[135]
  - 聯合國發言人在一份聲明中說，秘書長古特瑞斯對「安倍遭可怕殺戮，感到悲傷」，「世人將永遠銘記他是一位多邊主義的堅定捍衛者，受人尊敬的領導人，以及聯合國的支持者」。[135]
  - 國際原子能機構幹事長拉斐爾·格羅西在推特表示「對安倍的不幸去世深感悲痛。我很榮幸見到他並與他一起就日本的重要問題開展工作。我向他的家人表示哀悼，願他安息。」[136]
- 欧洲联盟：
  - 歐洲理事會主席夏爾·米歇爾稱，他被對执行职务中的安倍晋三的卑鄙攻击所震撼，因此而感到悲伤。安倍對我来说是真挚的朋友，也是多边秩序和民主价值观的捍卫者。欧盟在这个困难时期与岸田首相一起站起来，並向遗属表示深深的慰问。[85]
  - 歐盟執委會主席烏蘇拉·馮德萊恩在聲明中指出，「一位優秀又傑出的民主人士、多邊主義秩序的擁護者逝去了。我向他的家人，他的朋友以及所有日本人民致上哀悼。」[137]
  - 北约秘书长延斯·斯托尔滕贝格在推特上表示，「安倍是多年来一直是民主的捍卫者，也是我的朋友和同事」，他向安倍的家人、现任首相岸田文雄以及日本人民表达最深切的哀悼[138]。
- 國際奧委會：國際奧委會主席托馬斯·巴赫表示：「日本失去了一位偉大的政治家，國際奧委會也失去了奧林匹克運動的英勇支持者和親愛的朋友。」許多人認為安倍晉三在確保東京的2020年夏季奧運會方面發揮了重要作用，甚至在2016年夏季奧運會閉幕式期間打扮成，即便東京奧運因2019冠狀病毒病疫情而延期一年舉辦，他也在2020年任期結束前積極參與了其組織工作。奧運旗幟也在位於洛桑的國際奧委會新總部下半旗三天，以表哀悼。[139]巴赫也在2022年9月出席了安倍晉三國葬[140]。

## 輿論

### 日本
BBC报道称，日本社交媒体上“我们要民主，不要暴力”话题开始流行，许多用户对此袭击事件表示恐惧和反感。网络一度流传嫌疑犯是在日韩裔的主张，但在嫌疑犯是前日本自卫队成员的事实被报道后，这种说法正在逐渐平息。
在日本担任国际安全委员会主任和研究日本文化研究员的美国公共安全学者南希·斯诺对枪支暴力在日本极为罕见的现像评论：「鉴于在日本枪支的犯罪率极低，枪击事件震惊了该国，安倍遇刺将永远改变日本的生活和安全感」，并将日本与美国的文化进行了比较。南希·斯诺指出，日本人无法想像与美国一样的枪支文化，因为人们一想到枪支就会发自内心地不安。她对此自讽说，她待在东京的生活可以经常在半夜步行，但无法想象任何其他城市可以这样做，更不会在其纽约的家外面这样做，并对此感叹：「这是一个无语的时刻。我真的感到无语。我为日本前首相安倍祈祷。」。
一名在日本生活的韩裔作家朴哲贤（박철현）向韩国CBS电台讲述日本前首相安倍晋三遇袭身亡的详细情况，并以自身经历表评，他自2001年来到日本已经生活了21年以来，像这类针对政客的恐怖袭击的在日本是很罕见的，尤其是像前首相安倍晋三这样有首相经验、有威望和权力的人士突然遇袭身亡，几乎是闻所未闻。朴哲贤被问及网上还流传着犯人是在日韩裔这样的谣言时表示，其实在犯人是前日本自卫队员的事实被公开之前，已经有很多捏造的东西出现，一些在日朝鲜人、旅日韩裔和在华韩裔，都传播过这些虚假信息，同时因为日本和中国关系也不好，在中国可以发现散布类似这种煽动的宣传很多，但这种虚假信息似乎正在消失。朴哲贤也表示实际上也有很多韩国人对此感到不安，因为平时也有很多拥厌韩或厌华情绪的无差别的仇恨言论，也担心日本警察往后会加紧对公众的审查制度。。
亚洲太平洋交流协会会长涩谷司撰文稱，虽然中國政府在安倍遇刺事件上在外交向日方传递了一个非常正面的信息，但是另一方面，中國大陆上的许多中国人發表無情的反應也是事实。他表示，安倍被枪杀的消息震惊了日本和全世界，然而，在日本人民接二连三的表达关切和各国领导人发表慰问的同时，不少中国网民在相关新闻留下嘲讽安倍晋三的留言，很多评论都是「祝福」和「开心」。結果不出所料，一些“热心”的推特用户发起了一场「大翻译运动」，将中国网民「贬义词」的每一个字翻译成英文和日文，并提供给全世界。涩谷司也分别引用一名律师林智群评论「中国网络对安倍被暗杀幾乎全是清一色的幸災樂禍是非常詭異的國家」和一篇「安倍被暗杀，你高兴什么」」的文章。赞叹后者的文章称「就算是陌生国家的陌生人，从人类基本道德的角度来嘲笑悲剧是错误的，尤其是暗杀等恐怖活动，更是为世人所诟病。如果一个外国人在中国人遇到困难时以这样的方式高兴或嘲笑，他们会认为这是对中国的侮辱」是精辟。
一些在日本留学或工作的中国公民也在网络上對安倍晋三的逝世發文哀悼，被周圍的人指責攻擊，不得不刪除。日本媒体也观察到一些中文评论在留言区庆祝安倍死亡的情况。
《人民日报》日本分社社长奥萨卓玛在社交平台上传她在向东京自民党本部献花的画面，并表示哀悼安倍，网民评论褒贬不一，大部分是负评。
7月9日，日本民眾前往安倍槍擊現場獻花，也有不少人忍不住落淚。
隨著行刺者山上徹也身世背景的披露，日本輿論逐漸轉向，一些與他擁有被教會傷害相似經歷的人對他表示同情，有民眾捐贈物資和金錢到他所在的大阪拘留所。
7月15日，有人在連署網站Change.org上發起連署請願，向檢察廳長官要求讓山上徹也減刑。連署發起者認為山上徹也家庭成長環境惡劣，但認真又努力，尚有教化空間，並強調很多人因父母的信仰導致生活和精神被逼到絕境，山上徹也從懂事起就成長在這樣的環境，希望外界能寬容看待他。截至23日，已有超過7300人參加連署。

### 中國大陸
安倍晋三因其日本右翼身份，以首相身份参拜靖国神社，持有否认日本二战罪行历史观、主张修订日本宪法第九条、认为钓鱼台主权属于日本但承認中國與日本對釣魚島主權問題雙方各自表述而有不同的主張等主张，并在卸任后多次发表关于臺灣問題的言论。因此，中国大陆民间对安倍的评价普遍持负面态度。安倍晉三遭槍擊事件發生後，中國大陸各個社交網站上涌现大量关注声音，網民反應不一，新闻相关的留言中有大量「慶祝」言論，也有网民表示“勿幸灾乐祸”；据《纽约时报》报导，大部分舆论观点没有被删除或屏蔽。
部分中國大陸商家因安倍死亡推出了「慶祝活動」，如商品打折、買一送一等慶祝優惠，举办安倍灵堂电音趴等活动，还售卖枪击案中犯人山上徹也使用的自制双管手枪的枪支模型、印有犯人图像的T恤和人偶。还有人在漫展上扮演山上徹也。一些新聞評論區的留言將安倍晉三遭槍擊事件與發生於相近日期的中國抗日戰爭全面爆發的標志七七事變聯係起來。新浪微博和部分音乐平台一度封杀「可惜不是你」等相關内容。前中華民國国家安全会议咨询委员李德財表示，有大量中国大陆人在日本网络上發布台灣民眾怎麼慶祝安倍過世，甚至張貼中華民國國旗，意圖製造台灣與日本之間的矛盾。
《环球时报》前总编辑、特约评论员胡锡进对安倍遇刺并已失去生命体征表达同情，認為要把政治纠葛放到一边，但留言區的网民却多強調安倍身上的浓厚右翼色彩。中華人民共和國外交部發言人赵立坚表示，“对于网民的各种评论，我不予置评。我刚才已充分表达中国政府的立场。这一突发事件不应同中日关系关联起来。”。之后中国大陆社交媒体上出现“安倍被杀我高兴是我素质低下，与中国无关”一类论调。
中国大陆网民的“庆祝”言论引起很大争议，一些声音依此指责中国大陆的极端民族主义。胡锡进对此回应称没有人有权不让中国普通人“率意表达”自己对国际事件的看法，不应对此事上纲上线。他認為中国人之间没必要相互指责，并希望社会能更加包容。一名日本驻华记者認為，中国大陆当局对安倍晋三枪击事件后升温的网络舆论保持警惕。中国中央电视台、新华社等多家媒體关于「习近平就安倍逝世致唁電」的新闻都关闭了评论区，该记者认为采取这一措施是因为在敌视安倍的帖子横行的情况下，习近平表示友好的唁電可能会成为互联网議論話題，可能使不满情绪轉向政府或政党。
澎湃新闻特约评论员曾穎在直播节目中赞誉安倍为日本及中日友好做出巨大贡献，數次误称安倍晉三職務为「总统」，并几度哽咽落淚，遭众多网民指责其立场和专业性。曾穎随后回应为失態道歉，强调“任何恐怖主義行為都不應該被狂歡”，将坚持自身价值观。多数网民并没有因此停止对曾穎的指责。曾颖之后在微博引用中華人民共和國外交部發言人趙立堅在記者會上的原話「安倍前首相曾經為推動中日關係改善發展作出過貢獻」和张贴鄭板橋七言絕句《竹石》的贴图来回应。后曾穎被微博禁言。7月19日傳出曾穎在發布疑似「遺書」後輕生，另有消息指稱她目前在醫院搶救中。不过曾穎轻生的消息并没有阻止网民对其本人的批判。有观点将網民對曾颖的批判视为是出於民族主義情緒進行集體網路霸凌的一個例子。
以筆名「潇元」開設、有“唐山师范学院中文系教授”认证的微博用户“潇元___励志与爱情”发文称，庆幸在自己的微信朋友圈“没有看到欢呼雀跃的支那劣根奴”，引发众多网民声讨、肉搜出真實姓名「石文瑛」和留言要求唐山师范学院处理。其微博账号先被永久禁言，后被微博搜索屏蔽。唐山師範學院随后發佈声明，稱其曾是该校中文系教师，已于2017年退休，学校對其发表错误言论一事高度重视，已成立专项调查组，将依纪依规严肃处理。

### 中華民國（臺灣）
大批台灣民眾前往台北的日台交流協會向安倍晉三致哀獻花。有民眾自發設置大幅簽名牆，數個小時內被填滿悼詞。應訪客要求，日台交流協會決定設立弔唁處。有超過一萬人前來向安倍鞠躬行禮，日本駐台代表泉裕泰多次出現，向準備離場的人們輕聲致意。
台北101大楼點燈打字，悼念並感謝安倍晉三對台灣的友好，點燈內容包含「敬悼 安倍首相」、「台灣永遠的朋友」、「感謝 安倍首相」、「對台灣支持與友誼」，以及日文的「謝謝」（ありがとう）和雙方國旗。高雄市在愛河兩側、橋體及高雄流行音樂中心點上代表追思的白光，悼念摯友的離去。此外，在7月11日，中華民國政府機關和各級公立學校都降半旗表示哀悼。
「台灣安倍晉三之友會」決定，以1395萬日元（約新臺幣320萬元）左右在日本產經新聞刊登全版廣告，內容大致為「謹致哀悼，我們決不會忘記安倍前首相爲世界自由和民主做出的偉大貢獻，將延續遺志，持續推動台日親善。台灣人有志一同」，但在數個小時後即額滿關帳，呼籲民眾勿再捐款。捐款人包括前行政院長林全、前駐日代表羅福全、自由時報、聯邦集團等175個個人或法人。台灣安倍晉三之友會創會會長陳唐山、承辦人葉建揚透露，還有年長者堅持「只捐款，不具名」。
全美台灣同鄉會發出「敬悼日本前首相安倍晉三」聲明哀悼安倍晉三遇刺身亡，稱其是台灣永遠的好朋友，世界各地的台灣人都會感念這位挺身為台、堅守自由民主人權共同價值的領袖。
中國國民黨的葉慶元、張亞中等部分人士反對中華民國政府为安倍降半旗的决定，但包含黨主席朱立倫與前立法院院長王金平、前副總統吳敦義、新北市長侯友宜等國民黨多數人士尊重政府降半旗的決定，甚至紛紛出面哀悼安倍，前總統馬英九亦表示譴責暴力行為，至於國民黨降半旗之事則回應「可以再考慮」。朱立倫宣布，國民黨中央黨部亦因悼念安倍將國旗與黨旗都降半旗，引來洪秀柱和趙少康的反對，前國民黨青年團執行長李正皓諷刺洪秀柱，稱：「國民黨有人活在1945年」。有新黨等統派人士，到國民黨中央黨部抗議，欲砸雞蛋，被警方及時阻止。
另外，有一名國立成功大學畢業的失業男子在討論安倍晉三遇刺案的網站頁面中留言称「是我也想槍斃蔡英文」，被警方發覺，根據留言IP位址追查到其家中逮捕該男子，依恐嚇罪嫌偵辦，該男子稱對政治現況和蔡英文不滿。

### 韓國
在韩国，安倍晋三同样因为其日本右翼身份、以首相身份参拜靖国神社、否认日本二战的历史观（其曾经拒絕承認日本政府在二戰期間用脅迫手段招募慰安婦）、承认独岛属于日本等，并在其任内发动对韩国的贸易战。因此韩国民间同样普遍对安倍晋三的评价持负面态度。刺杀事件发生后，韩国的社交平台上同样出现了一些“庆祝”言论，有发言称凶手是“英雄”，还有人扬言“把7月8日作为纪念日”。
许多韩国网民在网络社区上将安倍的遇袭与前韩国总统朴槿惠任内被投掷烧酒瓶的維安人員的反應进行了比较。这项讨论引起了韩国政府对于安保系统的关注。韩国安全和公安部门宣布计划加强对总统尹锡悅居住的郊区的安全和安保系统，同时确保包括前总统文在寅在内的安全得到充分保障。
韩国统一教会不满日本媒体将安倍遇害事件与教会联系在一起，而陷入紧张关系。数以千计的统一教会成员于2022年8月18日聚集在首尔，抗议日本媒体自安倍晋三遇刺以来，对教会的不公平报道造成歧视，要求尊重宗教自由。统一教也不满韩国文化廣播公司（MBC）节目《PD手帳》报导关于该教会的捐款情况，以及统一教对日本前首相安倍晋三枪击事件造成什么样影响的内容，于2022年8月31日发起集会抗议，称「播放内容构成宗教镇压」。

### 新加坡
一名45岁的男子在亚洲新闻台（CNA）脸书页面有关安倍晋三遇刺案的新闻下留言，对新加坡总理李显龙发出人身威胁。警方获报后，在五个小时内逮捕了他。该人被指控涉嫌煽动暴力，可处以最高五年的监禁或罚款，或两者兼施。

### 澳大利亚
澳大利亚各地主要地标悉尼歌剧院、弗林德斯街车站、布里斯班市政厅、故事桥，博尔特大桥、阿德莱德国会大厦、阿德莱德椭圆形体育场、托伦斯河人行天桥（Taylor Cullity Lethlean）和政府大楼等点亮象征日本国旗日之丸颜色的红白灯光。日本驻堪培拉、悉尼、墨尔本、布里斯班和珀斯的总领事馆在7月11日至12日向公众开放吊唁。

### 各地藝人
余文樂因发文悼念安倍晋三、呼吁放下仇恨，遭网民谴责，后余文樂删除悼念相关内容。
陶晶瑩和劉品言因为发文悼念安倍晋三，遭网民谴责。
呂麗萍因在微博发文悼念安倍遭到網民指責，被网民扒出过往事迹。
黄安在安倍晋三遭枪杀期间发布微博，以暗示或调侃的方式祝贺安倍，一些網民喝彩，一些網民發文批评。
刘乐妍因某就讀於北京大學的博士指责一個慶祝安倍晋三逝世的聲音是「厚顔無恥」，而呼吁對其人肉搜索。
黄秋生在臉書發文「一個道德敗壞的人，唯一讓他高興的事，便是別人倒霉」，被認為是在批評網民慶祝安倍晉三逝世一事。

## 網站平台
安倍晉三遭槍擊事件发生后，相关话题在各大社交平台蔓延开来。日本經濟新聞使用NTT数据公司的语言分析工具Nazuki no Oto调查在枪击事件之前和之后在Twitter上的传输状态，显示在事发前後，每小时含有「安倍」、「銃撃」（即「枪击」）、「民主主義」等相关的关键词迅速增长，在Twitter关键词搜索数量的全球排名中，相關話題在前十名热搜位置占据了八个，许多帖子还以现场视频或引用电视报道的形式发表。在新浪微博，安倍相關的關鍵詞搜索數量最多達到1000萬規模，到下午7時，搜索前十名有九個與事件有關。在线搜索引擎百度的「热搜榜」上，前十名有九个与该事件有关。在谷歌搜索中，日本境内包含「安倍」一词的搜索数量立即跃升至之前的100多倍。在报道死亡事件后，立即成为当天全球搜索趋势达到顶峰。在视频共享网站YouTube上，电视台和其他机构發佈一系列突发新闻报道，一些视频在短短两小时内被观看了50多万次，有1700多条评论。安倍晋三的官方频道在两天前发布的一段视频也增加了12000多条评论。网上还流传着一些不准确的说法，例如推特上流传的一个帖子称「安倍因为流血太少而自己上演了一出戏」。
鉴于大量用户在各大社交平台上传安倍晋三被刺杀的相关视频、照片，Facebook决定自2022年7月9日起，删除与此次袭击有关的所有暴力内容，并关闭嫌疑人的Facebook和Instagram账户。Twitter宣布采取相同措施，并敦促用户标记相关内容以便采取适当行动。YouTube和TikTok同样制定了删除和禁止发布相关暴力内容的政策。

## 媒体

### 日本
日本广播协会（NHK）及各大民营电视台取消原有安排，全部改播特别报道（東京電視網在當日下午以《緊急報道特別番組》和晚上的《世界經濟衛星》報導此事件，其餘節目仍照常播出）。
廣播電台部分，則於同日晚間6時左右進行特別節目報導播出。
另外，原定7月9日播出的动画《頂點!!!》第2话被抽起，改为重播第1话，之后于7月16日继续播放第3话。这可能与第2话中提及“大统领暗杀计划”有关。最终第2话改于安倍遇刺两个多月后的2022年9月10日播出。

### 中国大陆
《环球时报》（电子版）称，安倍晋三在台湾问题上的挑衅性言论以及他经常坚持的“美日支持台湾”，“引起了很大的争议”。该报还指出，安倍在任首相期間參拜靖国神社以及否認日本战争罪行，受到了中国、韩国等的强烈反对。在安倍举行喪礼的7月11日，朱成山在该报發佈文章，講述當年作為紀念館館長接待三位日本前首相參觀侵华日军南京大屠杀遇难同胞纪念馆並介紹日军南京大屠殺史實的經歷。
中国中央电视台和新华社等多家媒体关闭了「习近平就安倍晋三逝世致唁電」等新聞的评论区。
在安倍去世一个半月后的2022年8月23日，网易新闻平台出现了多则由“网易号”自媒体发布的、与安倍有关的旧新闻，文中称安倍“恢复不错”，并即将或已经“重返政坛”，被讽“安倍复活”。目前网易已将相关文章删除。

### 韩国
韩国主要新闻媒体皆在次日在头版刊登安倍遇刺事件。八大主要报纸中，除《韩民族日报》外均刊登了安倍被枪杀后倒地的照片，这与日本《朝日新闻》采用嫌疑人照片和NHK使用安倍讲话的照片有所不同。还有一些报纸使用了未经马赛克处理的包含血迹的照片，因此受到韩国记者协会警告。韩国各大媒体对安倍时代所留贡献的评价褒贬不一，但一致将安倍的立场评为右翼保守派。
《韩国时报》在事发后的报道中介绍，韩国谨慎对待该袭击事件，韩国总统室及韩国外交部声明表示，日本官方发布进一步情况前，不会对事件发表评论。日本宣布安倍不治身亡后，报道更新为尹錫悅总统、韩国主要政党等对事件表示哀悼。
由于事发当天也是朝鲜民主主义人民共和国建国领导人金日成逝世28周年之日，《Pennmike》将安倍晋三遇刺事件与金日成逝世进行比较。《Pennmike》认为相比于安倍是在选民面前被枪杀的情况，围绕著金日成有可能是被其子金正日激怒导致忽视治疗而死亡的谜团仍未解开，但亦表示后者的独裁统治不能与安倍晋三相提并论。
《SBS新闻》報導中國媒體對安倍遇刺的有關文章显示出中国人根深蒂固的反日情绪。同时也指出，中国领导人习近平向安倍家属发出的慰问比其他国家领导人要晚一些，是在安倍去世后的第二天发出的，也在中國大陸网民對的安倍晉三遭槍擊事件反应涌现之后，认为这可能是因為对在美中矛盾中对日本加强亲美的行动感到不满，或者官媒和网民们的反应过于强烈。

### 美国
《时代周刊》宣布将2022年7月25日／8月1日号的封面人物选定为安倍晋三，以作为其对本次事件的哀悼。
美国全国公共广播电台（NPR）在其Twitter上形容安倍是“分裂的极端保守派”（a divisive arch-conservative），引发争议，有保守派网民呼吁取消对NPR的资助。之后NPR删除了这一表述，但仍称安倍为“极端民族主义者”（ultranationalist）。美国三大电视网之一的哥倫比亞廣播公司（CBS）也形容安倍是“正走向极端的右翼民族主义者”（polarizing … right-wing nationalist）。《纽约时报》的报道描述了安倍的“复杂政治遗产”，同时也指出了安倍的民族主义倾向。
另一主要电视网全國廣播公司（NBC）的早间节目《今天》在报道安倍遇刺的消息时因误用大韩民国国旗而受到批评。